# Wachtürme von Chios
Die Wachtürme von Chios, Vigles tis Chiou (griechisch Βίγλες της Χίου) oder seltener Fryktories tis Chiou (Φρυκτωρίες της Χίου sg. Φρυκτωρία ‚Befeuerung‘ oder ‚Signalturm‘), wurden vom 11. Jahrhundert an, überwiegend aber während der genuesischen Besatzung (1346–1566), an der Küste der griechischen Insel Chios errichtet. Sie waren zum Teil bis ins 19. Jahrhundert ins Verteidigungssystem der Insel eingebunden. Die geläufigere Bezeichnung Vigla ist italienischen Ursprungs.
Von den ehemals mehr als 50 Türmen blieben etwa 30, hauptsächlich an der West- und Südküste, erhalten. Die Türme von Pachi, Livadi Mesta, Trachili und Elinda sind nahezu intakt. 1995 erklärte das griechische Kulturministerium 24 Türme zu historischen Denkmälern und wies einen Radius von 500 m als Schutzzone aus.

## Geschichte
Nachdem die Insel durch einen Nießbrauchvertrag zwischen dem byzantinischen Kaiser Andronikos II. und der Familie Zaccharia von 1304 bis 1329 unter der Kontrolle Genuas war brachte die zweite Kolonialzeit von 1346 bis 1566 langfristige Änderungen in der örtlichen Infrastruktur mit sich. Um die Sicherheit des Mastixmonopols zu gewährleisten und die Insel gegen die ständigen Piratenüberfälle und die wachsende Expansion des Osmanischen Reiches zu schützen, wurde ein Beobachtungs- und Benachrichtigungsnetz aufgebaut. Die Festung von Chios wurde ausgebaut und verstärkt, entlang der Küsten wurden Wachtürme errichtet, dabei wurden bestehende Türme in das Netz integriert. Besonders im Süden der Insel in der Mastixanbauregion wurden bisherige Siedlungsstrukturen verändert, ehemals zerstreut liegende Siedlungen wurde aufgegeben und Wehrdörfer gegründet. Einige bestehende größere Orte wurden verstärkt.

## Bauweise
Zur Verstärkung der Stabilität haben die Rundtürme einen leicht konischen Sockel. Das Mauerwerk besteht aus dem örtlich vorkommenden Gestein und Ziegelsteinbruch. Die Höhe variiert zwischen 12 und 20 m, der Durchmesser von 7,5 bis 15 m. Ein Zinnenkranz bildete den oberen Abschluss der Wehrmauer. Das Innere wurde bis in zwei Drittel der Höhe mit Schutt und Steinen aufgefüllt. Darauf befand sich der flach gewölbte Raum für die gewöhnlich zwei Mann starke, leicht bewaffnete Turmbesatzung. Eine Öffnung in der Decke ermöglichte die Kommunikation zwischen dem Raum und dem Wehrgang. Der Turmzugang lag stets auf der meerabgewandten Seite. Mit einer Leiter oder einer Strickleiter kletterte das Wachpersonal auf den Turm. Der Raum war mit kleinen, trapezförmigen Fenstern versehen und hatte in einigen Fällen zusätzliche Schießscharten. Zu Verteidigungszwecken konnten heiße Flüssigkeiten in nach außen führende Rinnen gegossen werden.

## Funktion
Von jedem Turm aus waren die jeweils benachbarten Türme sichtbar. Dadurch war das Netz so dicht, dass die komplette Küste der Insel überwacht werden konnte. Bereits 1656 erwähnte der Forschungsreisende Jean de Thévenot, dass Kontakt zu den Festungen oder Dörfern im Binnenland bestand. So war zum Beispiel die Festung Apolichnon bei Armolia in Kontakt mit den Türmen bei Kimi und Emborios. Die Verständigung erfolgte nachts mit Feuersignalen und tagsüber mit Rauchzeichen, berichtete 1610 George Sandy. Auf diese Weise konnte die ganze Insel innerhalb von zwei Stunden benachrichtigt werden. Dazu war es erforderlich, jeden Turm mit einem ausreichenden Holzvorrat zu bestücken.